# Aira (Kagoshima)
Aira (姶良市, Aira-shi) est une ville située dans la préfecture de Kagoshima, au Japon.

## Géographie

### Situation
Aira est située dans le centre est de la préfecture de Kagoshima, à l'extrémité nord de la baie de Kagoshima.

### Municipalités limitrophes
| Satsumasendai | Satsuma   | Kirishima         |
| Satsumasendai | Aira      | Kirishima         |
| Kagoshima     | Kagoshima | baie de Kagoshima |

### Démographie
En janvier 2020, la population d'Aira s'élevait à 77 430 habitants, répartis sur une superficie de 231,25 km2.

## Histoire
La ville moderne d'Aira a été créée le 23 mars 2010, de la fusion des anciens bourgs d'Aira, Kajiki et Kamō.

## Transports
Aira est desservie par ligne principale Nippō de la compagnie JR Kyushu.